# Sonia Marlina Dubón
Sonia Marlina Dubón Villeda (El Paraíso, Copán, 24 de octubre de 1959) es una abogada y jueza hondureña, que se desempeña como magistrada de la Corte Suprema de Justicia.

## Biografía

### Formación académica
En 1987, se tituló como licenciada en ciencias jurídicas y sociales por la Universidad Nacional Autónoma de Honduras. Sus títulos de abogada y notaria, extendidos por la Corte Suprema de Justicia, los recibió en 1996. Ha impartido cátedra de derecho constitucional en la Facultad de Ciencias Jurídicas de la Universidad Nacional Autónoma de Honduras.

### Carrera judicial y profesional
Comenzó su carrera dentro del Poder Judicial de Honduras en 1981, habiéndose desempeñado en distintos cargos dentro del Juzgado de Letras Civil de Francisco Morazán hasta 1984. Posteriormente pasó por el Comisionado Nacional de los Derechos Humanos como comisionada adjunta hasta su elección dentro del Congreso hondureño como magistrada de la Corte Suprema de Justicia de Honduras, en donde integró la Sala de lo Constitucional en el período 2002-2009. Entre 2009 y 2010, actuó como directora del Banco Centroamericano de Integración Económica en representación de Honduras.

## Vida privada
Está casada con el Enrique Flores Lanza, quien se desempeñó como secretario de la Presidencia durante el gobierno de Manuel Zelaya Rosales (2006-2009). Han procreado juntos a cuatro hijos.